# Región de Borneo Oriental
La región de Borneo Oriental (en indonesio: Negara Kalimantan Timur), era una entidad componente de los Estados Unidos de Indonesia en la parte oriental de Borneo. Fue establecida el 12 de mayo de 1947 con capital en Samarinda . Borneo Oriental se disolvió el 24 de marzo de 1950 y pasó a formar parte de la provincia de Borneo, que se formó el 14 de agosto de 1950 con su capital en Banjarmasin. Tras la división de la provincia de Borneo, el antiguo territorio de Borneo Oriental fue asignado a la provincia de Borneo Oriental en 1956.